# Berufsförderungswerk Birkenfeld
Das Berufsförderungswerk Birkenfeld (BFW) ist ein Unternehmensteil der Elisabeth-Stiftung des DRK zu Birkenfeld. Die Stiftung ist aus dem 1885 eröffneten Krankenhaus hervorgegangen. Stiftungszweck ist die berufliche und medizinische Rehabilitation.

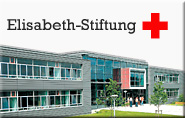
Ausbildungsgebäude 4

Das Unternehmen ist auf die besonderen Belange von Menschen mit durch Krankheit bedingten Beeinträchtigungen ausgerichtet, die ihren ursprünglichen Beruf aufgrund einer Beeinträchtigung oder drohenden Beeinträchtigung nicht mehr ausüben können. Nach einem Assessment können sie in Birkenfeld einen Berufsabschluss oder eine Qualifikation erwerben und damit eine Arbeit aufnehmen, für welche sich ihre Beeinträchtigung nicht nachteilig auswirkt.
Neben dem Hauptsitz in Birkenfeld/Nahe bestehen Filialen in Idar-Oberstein, Kaiserslautern, Saarbrücken und Trier.
Die Finanzierung der Qualifizierungen erfolgt durch den zuständigen Rehaträger. Der Weg zur Genehmigung einer geförderten Qualifizierung kann über Servicestellen, Sozialverbände oder mit Unterstützung des Berufsförderungswerkes geebnet werden.
Rehamedizinische, sozialpädagogische und psychologische Fachdienste begleiten und unterstützen die Rehabilitanden nach dem individuellen Bedarf um das Ziel der Integration in den Arbeitsmarkt zu sichern.
Eine behindertengerechte Infrastruktur wie Ausbildungsräume und Internatszimmer ist ebenso vorhanden wie eine Mensa und Freizeitangebote.
Das BFW Birkenfeld gehört zu den 28 über das Bundesministerium für Arbeit und Soziales koordinierten und in dem Bundesverband „Deutsche Berufsförderungswerke“ zusammengeschlossenen Unternehmen.

## Geschichte

### Die Anfänge
Unter dem Protektorat der Großherzogin Elisabeth von Oldenburg, die zur Namensgeberin des Krankenhauses wurde, konstituierte sich in Birkenfeld im Jahr 1882 der Vaterländische Frauenverein. Er schloss sich dem gleichnamigen Hauptverein in Berlin an und erhielt als Geschenk ein Grundstück zum Bau eines Krankenhauses sowie eine großzügige Geldspende.
Im Gründungsjahr des Krankenhauses, war Birkenfeld eine Garnisonsstadt mit etwa 3.000 Einwohnern.
Am 7. Februar 1885 wurde das Krankenhaus, ein einstöckiges Haus mit 25 Betten, zur Benutzung freigegeben. Erster ärztlicher Leiter war der Haus- und Distriktsarzt Flick aus Birkenfeld. Bedürftige Kranke wurden durch den Suppenverein täglich mit einer warmen Mahlzeit versorgt.
In den folgenden Jahren verbesserte sich die räumliche und technische Ausstattung: ein Operationssaal entstand, der auch den niedergelassenen Ärzten für ambulantes Operieren zur Verfügung stand; ein Isolierhaus zur Behandlung tuberkulosekranker Kinder wurde gebaut. Ein weiterer Krankensaal mit zehn Betten wurde eingerichtet.
Mit Beginn des Ersten Weltkrieges 1914 fand das Elisabeth-Krankenhaus als Reservelazarett Verwendung. Nach Kriegsende beschlagnahmten die Besatzungsmächte das Krankenhaus.
Ab 1929 wurde das Birkenfelder Krankenhaus vollständig umgebaut und abermals erweitert.
1930 trat Walter Bleicker als hauptamtlicher Mitarbeiter der Verwaltung ein.

### Zeit des Nationalsozialismus
In den Jahren 1935 und 1936 wurden als letztes Engagement des Vaterländischen Frauenvereins die Funktionsräume des Krankenhauses erweitert. Kurze Zeit später wurde der Vaterländische Frauenverein von den Nationalsozialisten in das DRK eingegliedert und das Krankenhaus ebenfalls dem DRK zugeordnet.
1938 erfolgte die Gründung der Krankenpflegeschule. Der geordnete Ausbildungsbetrieb begann jedoch erst 1947 mit der Ausbildung von fünf Lernschwestern.
Das Krankenhaus wurde ab 1939 erneut Reservelazarett. Baracken mussten erstellt und Verwundete in Gebäude der Stadt ausgelagert werden, um die zeitweise bis zu 700 Verwundeten gleichzeitig behandeln zu können.
(BRANDT, H.P.: 100 Jahre Elisabeth-Krankenhaus.- Birkenfeld 1985)
Dass diese Aufgabe bewältigt werden konnte, ist insbesondere dem persönlichen Einsatz von Walter Bleicker und Karl Breitenbruch zu verdanken.

### Ausbau des Krankenhauses nach 1945
Im Krankenhaus wurde 1946 eine neue Abteilung für Innere Medizin in Betrieb genommen.
Eine Heilstätte für tuberkulosekranke Kinder mit anfangs sechzig Betten wurde im Jahr 1947 errichtet.
Eine Belegabteilung für Hals-Nasen-Ohren-Heilkunde wurde im folgenden Jahr im Krankenhaus eingerichtet.
1950 wurde das Krankenhauskuratorium ins Leben gerufen, das bis zur Bildung eines Verwaltungsrates 1966 wirkte.
Durch das Zusammenwirken von Denis Favre, dem in Bad Kreuznach residierenden Delegierten des Internationalen Komitees vom Roten Kreuz (IKRK), und Walter Bleicker, dem Krankenhausverwalter, konnte am 1. Oktober 1951 die Versehrtenfachschule in Betrieb genommen werden, in der 31 junge Kriegsheimkehrer mit erheblichen Verletzungen, oftmals Amputationen, mit einer Umschulung begannen. Als erster Ausbildungsleiter konnte der aus Schlesien stammende akademische Professor A. R. Fischer verpflichtet werden. Als erste Umschulungsberufe wurden Bauzeichner, Maschinenzeichner und Schreiner als behindertengerecht ausgewählt.
Im Jahr 1953 entstand das erste Schwesternwohnheim durch Ankauf und Umbau eines Privathauses.
Das Hochwaldsanatorium wurde 1955 gebaut und löste als neue Unterbringungsmöglichkeit die alten Wehrmachtsbaracken ab. Im Krankenhaus entstand ein neuer Bettentrakt.

### Ausbildungsstätte
Die Technikerausbildung in der Versehrtenfachschule wurde durch das Kultusministerium Rheinland-Pfalz 1957 staatlich anerkannt. Da die Unterkünfte wegen der stetig wachsenden Schülerzahl nicht mehr ausreichten, wurden Grundstücke gekauft, auf denen neue Gebäude entstanden. Zu den Kriegsversehrten kamen Erwachsene, die krankheits- oder unfallbedingt ihren Beruf nicht mehr ausüben konnten, hinzu.
1960 und 1961 wurden Fachschulen für Bau-, Maschinen- und Elektrotechnik  angegliedert. Neue Unterrichtsräume und Schlafräume für die Rehabilitanden wurden eingerichtet, deren Zahl zwischenzeitlich auf 200 angestiegen war.

### Die Stiftung
Im Jahr 1966 wurde der Gründung der Elisabeth-Stiftung des Deutschen Roten Kreuzes zu Birkenfeld/Nahe durch das Deutsche Rote Kreuz zugestimmt und die amtliche Genehmigung erteilt. Erster Verwaltungsratsvorsitzender wurde der DRK-Kreisvorsitzende Walter Beyer, der das Amt bis 1982 bekleidete. Zum Geschäftsführenden Stiftungsvorstand berief man Walter Bleicker.

### Weiterer Aus- und Umbau
Ende der 1960er Jahre wurden wieder größere Umbaumaßnahmen in Angriff genommen. In einem ersten Bauabschnitt errichtete man eine Zentralküche, die neben den Krankenhauspatienten auch die Rehabilitanden des Berufsförderungswerkes versorgte.
1970 kam es zur Gründung des Förderlehrgangs mit 48 Schülern in den Berufsfeldern Metall, Holz und Elektro. Im weiteren Ausbau wurden bis zu 82 Plätze geschaffen, bis die Bundesagentur für Arbeit über Ausschreibungen unter der neuen Bezeichnung Berufsvorbereitende Bildungsmaßnahmen (BvB) die Platzzahl wieder auf 42 reduzierte.
Umfangreiche Baumaßnahmen wurden in den 1970er Jahren geplant und nach und nach umgesetzt. So wurden z. B. ein zweigeschossiges Küchen- und Mensagebäude, eine Schwimmhalle sowie ein neues Gebäude für die Bautechnik errichtet. Zudem waren neue Wohngebäude erforderlich, da die Zahl der „Rehabilitanden“ auf über 600 gestiegen war.
Der Lehrbetrieb in der Bildungsstätte für Sozialwesen wurde 1978 aufgenommen.
Im zweiten Bauabschnitt 1980 fand die Sanierung des Bettentraktes statt, die Anfahrt für Liegendkranke wurde neu gestaltet, Labor und Apotheke umgebaut, OP-Säle und Kreißsäle sowie die Wochenstation renoviert und mit neuester Technologie ausgestattet. Zur Verbesserung der diagnostischen Möglichkeiten in der Inneren Medizin wurde die Abteilung um die Bereiche Endoskopie und Sonographie erweitert. Die Bettenzahl stieg auf 123, davon fünfzig in der Chirurgie, fünfzig in der Inneren Medizin, vierzehn in der Gynäkologie und neun in der Geburtshilfe.
1987 erfolgte die Anerkennung der Bildungsstätte für Sozialwesen durch den Weltverband der Ergotherapieschulen (WFOT).

### Jüngere Entwicklung
Im Jahr 1999 kam es zur Übernahme des Seniorenheims des DRK Ortsvereines Idar.
Weitere umfangreiche An- und Umbaumaßnahmen wurden im Jahr 2002 begonnen, die sich in mehreren Bauabschnitten über die nächsten Jahre erstreckten. Es wurde ein Erweiterungsbau zur Unterbringung der interdisziplinären Intensivstation und des Aufnahme- bzw. ambulanten Behandlungsbereichs errichtet.
Weitere Umstrukturierungen im Bereich der Chirurgie und der komplette Umbau der gynäkologischen und geburtshilflichen Abteilung gewährleisten bezüglich des Ambientes und der Ausstattung ein zeitgemäßes Angebot für die Patienten und ermöglichen einen effektiveren Arbeitsablauf.
Die Intensivstation und ambulante Versorgungseinheit im fertiggestellten Anbau des Krankenhauses konnte 2004 bezogen werden.
Im Jahr 2008 wurde das Krankenhaus um die Hauptabteilung „Orthopädische Schmerztherapie“ nach dem ANOA-Konzept und die Belegabteilung Augenheilkunde erweitert.